# Али-Кули Джаббадар
Али-Кули Джаббадар (также Али-Кули-бек Джабадари, и  Мухаммед Али ибн Абдул Бек ибн Али Кули Джаббадар; работал в 1660-х – 1717 годах) – персидский художник.

## Биография
Возможно имел грузинское происхождение. Исторические и литературные источники о художниках периода правления каджаров и зендов весьма скудны. Имя Али-Кули Джаббадара упоминается только в одном сочинении – антологии биографий «Аташкада», написанной в конце XVIII века ширазским поэтом Лутфали-Бек Адхаром. В небольшом абзаце он сообщает, что Мухаммед Али ибн Абдул Бек ибн Али Кули Джаббадар значится в документах под псевдонимом «Али – фаранги» (персидское слово «фаранги» происходит от слова «франки», и означает «западный», «европейский»; в отношении художников применялось для обозначения тех, кто следует в искусстве европейскому стилю).  Далее Лутфали Бек Адхар поет короткий дифирамб, утверждая, что Али-Кули Джаббадар своей кистью уступает только Мани, и добавляет, что он родился в Исфахане, где есть большой христианский квартал, был христианином, но перешёл в ислам. Предполагая, что он был одним из тех гильманов , которые поднялись в ряды при дворе Сефевидов. Автор сообщает также, что художник служил при шахе Тахмаспе II (1704-1736), и при Надир-шахе (1688-1747) в должности «наккаш-баши» (главного придворного художника), однако впоследствии у него сильно ослабло зрение, он уехал в Мазендеран, где и скончался в 1750 году. В действительности же художник начал свою карьеру гораздо раньше, чем сообщает Адхар, это произошло в 1660-х годах при шахе Сулеймане (1666 – 1694).
Али-Кули Джаббадар принадлежал к художникам, радикально внедрявшим в персидскую живопись европейские художественные приемы, европейскую стилистику и европейские сюжеты. Наряду с Мухаммадом Заманом его считают самым значительным персидским художником европейского стиля конца XVII - начала XVIII века. Подобно Заману он применял светотеневую моделировку, законы перспективы, либо просто максимально точно копировал европейские образцы, как это можно видеть на миниатюре, наклеенной на крышку каламдана (пенала для калама) из коллекции Эрмитажа, Санкт-Петербург. На ней изображен молодой европеец; искусно переданы не только особенности лица и кружев, но и блеск металлических доспехов. Такая же миниатюра хранится в музее Гиме, Париж.
Все произведения Джаббадара, имеющие его собственноручную подпись – это миниатюры на бумаге. Они охватывают период с 1660х по 1717 год, а тематика их крайне разнообразна: от парадных сцен шаха Сулеймана (1670г. РНБ, Санкт-Петербург) до обнаженной «Спящей нимфы» (1673г., частное собрание) и «Портрета русского посла» (1717г). Подобно творчеству Мухаммада Замана, искусство Али-Кули Джаббадара эклектично, и представляет собой смесь традиционных персидских приемов с европейскими новациями. Его сын Мохаммад Али-бек также стал художником, и во время правления Надир-шаха дослужился до должности наккаш-баши, т.е. руководителя придворного ателье.